# 萊欽察鄉
47°01′10″N 24°20′01″E / 47.0194°N 24.3336°E
萊欽察鄉（羅馬尼亞語：Comuna Lechința, Bistrița-Năsăud），是羅馬尼亞的鄉份，位於該國西北部，由比斯特里察-訥瑟烏德縣負責管轄，面積133平方公里，海拔高度306米，2007年人口6,114，人口密度每平方公里46人。